# Marta Młynarska-Kaletyn
Marta Zofia Młynarska-Kaletyn (ur. 5 września 1930 w Warszawie) – polska mediewistka, historyczka, archeolożka, profesor doktor habilitowany. Zawodowo związana z Instytutem Archeologii i Etnologii Polskiej Akademii Nauk (dawniej Instytut Historii Kultury Materialnej PAN).

## Życiorys
Córka Romana Młynarskiego i Zofii z Damięckich. W 1936 rozpoczęła naukę w Szkole Powszechnej im. Andrzeja Małkowskiego w Warszawie, do której uczęszczała w latach 1936–1938. W latach 1942–1944 pobierała nauki w Gimnazjum im. Cecylii Plater-Zyberkówny, oficjalnie noszącego nazwę Szkoły Kroju i Szycia. Po Powstaniu Warszawskim znalazła się wraz z całą rodziną w Podkowie Leśnej. Tam najpierw na kompletach, a później, po wyzwoleniu, w miejscowym Gimnazjum ukończyła III klasę. Po zakończeniu wojny, w latach 1945–1948, uczęszczała do Gimnazjum i Liceum im. J. Słowackiego w Warszawie otrzymując w 1948 świadectwo dojrzałości. W tym samym roku rozpoczęła studia historyczne na Wydziale Filozoficznym Uniwersytetu Warszawskiego. W ramach obranej specjalności uczęszczała na seminarium z historii średniowiecznej Polski prowadzone przez prof. Aleksandra Gieysztora, pod jego też kierunkiem napisała pracę magisterską. Od 1950 studiowała także archeologię, biorąc udział w seminarium prof. Włodzimierza Antoniewicza i odbywając obowiązkowe praktyki wykopaliskowe (Wiślica, Biskupin). W 1952 ukończyła studia otrzymując stopień magistra filozofii w zakresie historii.
W 1953 rozpoczęła pracę w Kierownictwie Badań nad Początkami Państwa Polskiego, a w 1954 przeszła do pracy w nowo utworzonym Instytucie Historii Kultury Materialnej Polskiej Akademii Nauk. Do początków 1973 była pracownikiem Zakładu Historii Kultury Materialnej w Warszawie, następnie przeniosła się Zakładu Archeologii Śląska tegoż Instytutu we Wrocławiu (obecnie Ośrodek Badań nad Kulturą Późnego Antyku i Wczesnego Średniowiecza IAE PAN), gdzie pracowała aż do przejścia na emeryturę. W 1965 wyszła za mąż za Tadeusza Kaletyna, historyka, konserwatora zabytków archeologicznych w ówczesnym województwie wrocławskim. W 1973 przeniosła się na stałe do Wrocławia.
W ramach pracy naukowej w Instytucie brała udział w badaniach wykopaliskowych w Kaliszu (w latach 1955–1957), w Lublinie (w latach 1959–1963), w okolicach Wrocławia – badania w Zawoni i innych wsiach regionu trzebnickiego (w latach 1962–1969), a także w Jugosławii (w 1958 i 1961) i Macedonii (w latach 1966–1967 i 1969). Jako stypendystka wyjeżdżała do Francji, Niemiec i Czechosłowacji. Pod kierunkiem prof. Aleksandra Gieysztora przygotowała pracę doktorską, którą obroniła w 1971. W 1988 uzyskała stopień doktora habilitowanego na podstawie monografii o dawnym Wrocławiu. W 1999 otrzymała tytuł naukowy profesora. Autorka ponad 150 prac z zakresu historii średniowiecznej, w tym 4 książek. Od 1998 jest redaktorem czwartego tomu Atlasu Historycznego Miast Polskich – pod jej przewodnictwem przygotowywane są zeszyty dla miast z obszaru historycznego Śląska.
W 1993 została odznaczona Złotym Krzyżem Zasługi.

## Wybrane publikacje
- Burgum milickie, Kwartalnik Historii Kultury Materialnej, t. 8, 1960, s. 447–475.
- Proces lokacji Kalisza w XIII wieku i w pierwszej połowie XIV w., [w:] (red.) A. Gieysztor, Osiemnaście wieków Kalisza. Studia i materiały do dziejów miasta Kalisza i regionu kaliskiego, t. 1, 1960, s. 105–130.
- Targ na zielone Świątki, Kwartalnik Historii Kultury Materialnej, t. 15, nr 1, 1967, s. 25–32.
- (i T. Kaletyn, J. Lodowski), Grodziska wczesnośredniowieczne województwa wrocławskiego, Wrocław 1968.
- Pierwsze lokacje w dorzeczu Orli w XIII w., Wrocław 1973.
- Wrocław w XII–XIII wieku. Przemiany społeczne i osadnicze, Wrocław 1986.
- Rozwój majętności klasztoru cysterek trzebnickich w XIII w., Kwartalnik Historii Kultury Materialnej, t. 38, nr 3–4, 1990, s. 223–247.
- Najdawniejszy Wrocław, Wrocław 1992.
- Kalisz w XI–XII wieku, [w:] (red.) T. Baranowski, Kalisz wczesnośredniowieczny, Kalisz 1998, s. 13–27.
- Rotulusy klasztoru premonstratensów św. Wincentego na Ołbinie we Wrocławiu w drugiej połowie XIII i w XIV w., Śląski Kwartalnik Historyczny Sobótka, t. 61, nr 1, 2006, s. 95–105.